# Sectie (Parijs)

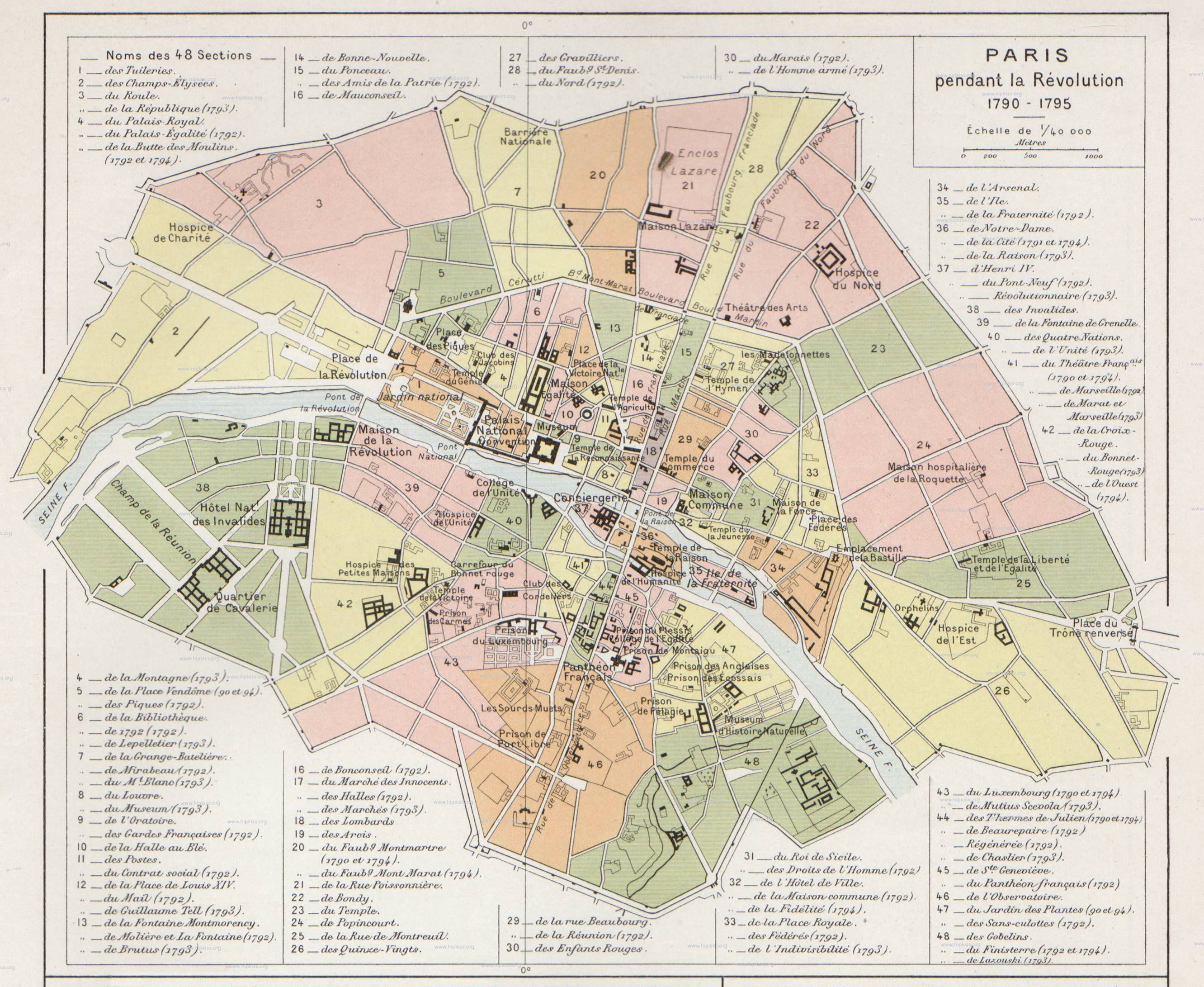
Kaart van de secties (Atlas général Histoire et Géographie, 1912)

De secties (Frans: sections) waren een bestuurslaag van de stad Parijs tijdens de Franse Revolutie (1790-1795). Er waren 48 secties die samen de Commune van Parijs vormden. De sansculotten, die via de primaire vergaderingen in de secties hun invloed konden laten gelden, aarzelden niet langs die weg tussen te komen in de nationale politiek, soms met geweld.

## Voorgeschiedenis
Het Parijs van de Revolutie besloeg 3440 hectare binnen de Muur van de Belastingpachters. Met het oog op de verkiezing van de Staten-Generaal in 1789 liet minister Necker de oude wijken van Parijs onderverdelen in 60 districten. Behalve als kieskring dienden deze territoria ook voor de rekrutering van 60 bataljons van de Nationale Garde. De districtsnamen waren voornamelijk ontleend waren aan kerken en religieuze instellingen.

## Creatie
Bij het decreet van 21 mei 1790, wet geworden op 27 juni, verving de Grondwetgevende Vergadering de 60 districten door 48 secties. Het was niet alleen een administratieve herindeling, maar ook een decentralisatie die een einde maakte aan de staatsvoogdij over Parijs door belangrijke bevoegdheden toe te kennen aan de Commune van Parijs en haar secties. Elke sectie had een primaire vergadering waar actieve burgers diverse organen en functionarissen verkozen: een civiel comité, een revolutionair comité, een procureur-syndicus, een politiecommissaris en een vrederechter. De secties hadden ook een gewapende macht. Op 25 juli 1792 maakte de Wetgevende Vergadering de primaire secties permanent en enkele weken later werd het cijnskiesrecht een algemeen mannenstemrecht. Zo werden de secties het politieke kanaal van de sansculotten. Door hun directe impact ging de Commune légale over in de Commune insurrectionnelle, die de Bestorming van de Tuilerieën organiseerde.

## Civiel comité
Aan het hoofd van elke sectie stond een civiel comité van zestien leden. Het was een uitvoerend orgaan waarvan de leden afzetbaar waren.

## Revolutionair comité
Door de wet van 21 maart 1793 kreeg elke sectie een Revolutionair comité, dat aanvankelijk alleen de taak had toezicht te houden op buitenlanders. De comités gingen zich echter ook met Fransen bemoeien en werden weldra officieel belast met het toepassen van de Loi des suspects van 17 september 1793. Dit hield in dat ze lijsten van verdachten opmaakten en arrestatiebevelen uitvaardigden. Ook gingen ze de getuigschriften van burgerschap afleveren.

## Gewapende macht
De Gewapende macht (Force armée) van de Commune van Parijs telde zes legioenen, telkens afkomstig uit acht secties. In elke sectie was er een commandant. Ze voerden het bevel over de kapiteins van de compagnieën, die bestonden uit 120 à 130 man. Elke sectie had een artillerie-compagnie die over twee kanonnen beschikte.

## Opheffing
De Thermidoriaanse Reactie brak in de zomer van 1794 de macht van de secties en de Commune. Door overheveling van bevoegdheden werd de voogdij over Parijs eerst provisoir hersteld. In 1795 volgde de definitieve hertekening door de creatie van twaalf arrondissementen, telkens door samenvoeging van het gebied van vier voormalige secties.

## Overzicht
Dit zijn de 48 secties en de naamsveranderingen die ze eventueel hebben ondergaan:
1. Section des Tuileries
2. Section des Champs-Élysées
3. Section du Roule — Section de la République (oktober 1792)
4. Section du Palais Royal — Section de la Butte-des-Moulins (augustus 1792) — Section de la Montagne (juli 1794)
5. Section de la Place Vendôme — Section des Piques
6. Section de la Bibliothèque	— Section Quatre-Vingt-Douze (september 1792) — Section Lepeletier (oktober 1793)
7. Section de la Grange-Batelière	— Section de Mirabeau (augustus 1792) — Section du Mont-Blanc (december 1792)
8. Section du Louvre — Section du Muséum (mei 1792)
9. Section de l'Oratoire — Section des Gardes-Françaises (mei 1792)
10. Section de la Halle-aux-Blés
11. Section des Postes	— Section du Contrat-Social (augustus 1792)
12. Section de la Place Louis XIV — Section du Mail (december 1792) — Section Guillaume-Tell (december 1793)
13. Section de la Fontaine-Montmorency — Section Molière et Lafontaine (oktober 1792) — Section de Brutus (september 1793)
14. Section Bonne-Nouvelle
15. Section du Ponceau — Section des Amis-de-la-Patrie (september 1792)
16. Section de Mauconseil — Section de Bon-Conseil (augustus 1792)
17. Section du Marché-des-Innocents — Section des Halles (oktober 1792) — Section des Marchés (mei 1793)
18. Section des Lombards
19. Section des Arcis
20. Section du Faubourg-Montmartre — Section du Faubourg-Mont-Marat
21. Section de la rue Poissonnière — Section du Faubourg-Poissonnière
22. Section de Bondy
23. Section du Temple
24. Section de Popincourt
25. Section de la rue de Montreuil — Section de Montreuil
26. Section des Quinze-Vingts
27. Section des Gravilliers
28. Section du Faubourg-Saint-Denis — Section du Faubourg-du-Nord (januari 1793)
29. Section de Beaubourg — Section de la Réunion (september 1792)
30. Section des Enfants-Rouges — Section du Marais (september 1792) — Section de l'Homme-Armé (juni 1795)
31. Section du Roi-de-Sicile — Section des Droits-de-l'Homme
32. Section de l'Hôtel-de-Ville — Section de la Maison-Commune (augustus 1792) — Section de la Fidélité (juli 1794)
33. Section de la Place-Royale — Section des Fédérés (augustus 1792) — Section de l'Indivisibilité (juli 1793)
34. Section de l'Arsenal
35. Section de l'Île-Saint-Louis — Section de la Fraternité (september 1792)
36. Section de Notre-Dame — Section de la Cité (augustus 1792)
37. Section Henri IV — Section du Pont-Neuf (augustus 1792) — Section Révolutionnaire (september 1793) — Section du Pont-Neuf (december 1794)
38. Section des Invalides
39. Section de la Fontaine-de-Grenelle
40. Section des Quatre-Nations — Section de l'Unité (april 1793)
41. Section du Théâtre-Français — Section de Marseille (augustus 1792) — Section de Marseille et Marat (augustus 1793) — Section de Marat (februari 1794) — Section du Théâtre-Français (februari 1795)
42. Section de la Croix-Rouge — Section du Bonnet-Rouge (oktober 1793) — Section de l'Ouest (mei 1794)
43. Section du Luxembourg — Section Mutius-Scaevola (oktober 1793) — Section du Luxembourg (mei 1795)
44. Section des Thermes-de-Julien — Section de Beaurepaire (september 1792) — Section de Chalier (februari 1794) — Section des Thermes-de-Julien (februari 1795)
45. Section de Sainte-Geneviève — Section du Panthéon-Français (augustus 1792)
46. Section de l'Observatoire
47. Section du Jardin-des-Plantes — Section des Sans-Culottes (augustus 1792) — Section du Jardin-des-Plantes (juli 1794)
48. Section des Gobelins — Section du Finistère (augustus 1792)

## Voetnoten
1. ↑  Loi des 21 mai = 27 juin 1790 concernant l'organisation de la municipalité de Paris
2. ↑  Décret du 14 fructidor an II sur l'administration de la commune de Paris (decreet van 31 augustus 1794)
3. ↑  Décret du 19 vendémiaire de l'an IV sur la division du territoire de la république, le placement & l'organisation des autorités administratives & judiciaires (decreet van 11 oktober 1795, in uitvoering van de Grondwet van 1795)